# 남태령 (희극인)
남태령(1990년 10월 16일 ~ )은 대한민국의 희극 배우이다. 지금은 급식왕에서 얌생이 역할을 맡고있다.
틀:웃음을 찾는 사람들